# Greifenhagen
Greifenhagen là một đô thị trong huyện Mansfeld-Südharz trong bang Saxony-Anhalt, nước Đức. Đô thị Greifenhagen có diện tích 4,68 km².